# Митрофан Екскузович
Митрофан Илич Екскузович (на руски: Митрофан Ильич Экскузович) е прапоршчик от лейб-гвардейски Драгунски полк, участник в Руско-турската война (1877 – 1878).

## Биография
Митрофан Екскузович е роден през 1857 г. Произхожда от дворянския род Екскузовичи от Херсонска губерния на Руската империя. Отрано се ориентира към военното поприще. Завършва Воронежския кадетски корпус на името на Великия Княз Михаил Павлович. При избухването на Руско-турската война (1877 – 1878) е прапоршчик в лейб-гвардейски Драгунски полк. На 12/24 октомври 1877 г. в битката при Телиш, полкът му е определен да прикрива левия фланг откъм село Радомирци. Сутринта, по време на обход на позициите край село Ракита, Екскузович язди пред останалите драгуни, когато е прострелян в челото. Двама от драгуните Миронов и Макаров, без да обръщат внимание на свистенето на вражеските куршуми, вдигат тялото на убития офицер и го отнасят в лазарета на полка.

## Памет
- По желание на близките, тялото на Екскузович е транспортирано до родното му село Суботца, Александровски окръг, Херсонска губерния. По време на пътуването и по неизвестни причини, близките му спират в село Ружани, Пружански окръг, Брестка губерния. Отслужена е панихида за убития в наскоро възстановената след пожара църква Свети Петър и Павел. Семейството му отделя голяма сума пари за построяването на зимна църква с олтар на името на руския светец Митрофан Воронежски, небесен покровител на Митрофан Екскузович. През 1879 г. на стената на пристройката към църквата от южната страна на олтарната част е поставена полусферична паметна плоча с текст „Вечна памет на милия брат Митрофан Илич Екскузович, прапорщик от Лейбгвардейския драгунски полк, загинал в борбата срещу турците за освобождението на християнска България в битката при Горни Дъбник и Телиш на 12 октомври 1877 г. в 9 часа сутринта. Живял 20 години."[3]
- Името на Митрофан Екскузович е изписано на мраморните плочи в корпусната църква във Воронежското военно училище.[4]

## Галерия
- Прапоршчик Митрофан Илич Екскузович
- Смъртта на прапоршчик Екскузович и спасяването на тялото му
- Карта на позициите на драгуните край Ракита и Телиш
- Карта на битката при Телиш